# 久伊豆神社 (蓮田市駒崎)
久伊豆神社（ひさいずじんじゃ）は、埼玉県蓮田市の神社。

## 歴史
創建年代は不明である。ただ別当寺だった星久院の開山の祐長が1446年（文安3年）の寂であることから、そのころに創建されたものと推測される。
1846年（弘化3年）に神祇管領長上吉田家より正一位に叙せられた。
1873年（明治6年）、近代社格制度に基づく「村社」に列せられ、1907年（明治40年）の神社合祀により、「八幡社」が合祀された。

## 交通アクセス
- 羽貫駅より徒歩21分。